# Kabitzsch Verlag
Der Kabitzsch Verlag oder Curt Kabitzsch Verlag wurde etwa 1900 (nach anderen Angaben 1862) in Würzburg gegründet. 
Im Jahre 1916 wurde die Würzburger Verlagsbuchhandlung Curt Kabitzsch, die medizinische Literatur und die Werke von Gustaf Kossinna im Programm hatte, vom Johann Ambrosius Barth Verlag übernommen.
Der Verlag wurde 1918 nach Leipzig verlegt und bestand dort bis etwa 1940. Es wurden rassistische Publikationen wie „Rassenlehre“ (1927) und „Der heutige Stand der Rassenforschung“ (1928) veröffentlicht.